# Langenbach (Schleusegrund)
Langenbach ist ein Ortsteil der Gemeinde Schleusegrund im Landkreis Hildburghausen in Thüringen.

## Lage
Das als Straßendorf ausgebildete Langenbach befindet sich im Westen der Gemeinde Schleusegrund, in einem engen Seitental der Schleuse.

## Geschichte

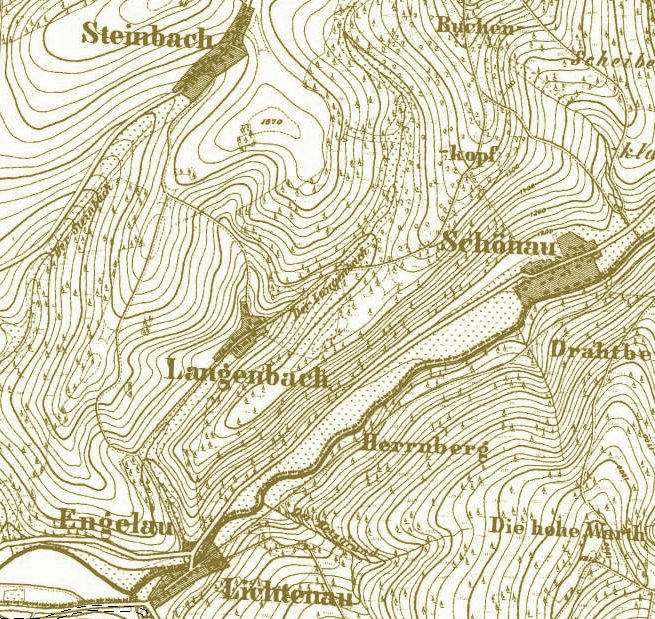
Übersichtskarte 3 zu den westlichen Ortsteilen von Schleusegrund

Am 20. Januar 1526 wurde das Dorf erstmals urkundlich erwähnt, nachdem ein Glasmacher aus Schwaben, vermutlich der Vater von Hans Greiner, 1525 die Glashütte Langenbach gegründet hatte. Die Glashütte wurde mit landesherrlicher Konzession außerhalb der Zunftbestimmungen betrieben und war damit der Ausgangspunkt der späteren Glasproduktion im Thüringer Wald. Von Langenbach aus wurden die Glashütten in Fehrenbach (1564) und Lauscha (1597) gegründet. 1589 stellte die Langenbacher Glashütte ihre Produktion ein.
Bis 1815 gehörte der Ort zum hennebergischen bzw. kursächsischen Amt Schleusingen und gelangte dann an den Kreis Schleusingen der neugebildeten preußischen Provinz Sachsen, bei dem er bis 1945 verblieb. Im Ort gab es einen Böttcher. Heute ist der Ort noch landwirtschaftlich geprägt. 1999 begann das Dorferneuerungsprogramm.